# Bulbothrix vainioi
Bulbothrix vainioi är en lavart som beskrevs av Jungbluth, Marcelli & Elix. Bulbothrix vainioi ingår i släktet Bulbothrix och familjen Parmeliaceae.   Inga underarter finns listade i Catalogue of Life.